# Артур (Північна Дакота)
Артур (англ. Arthur) — місто (англ. city) в США, в окрузі Кесс штату Північна Дакота. Населення — 328 осіб (2020).

## Географія
Артур розташований за координатами 47°6′15″ пн. ш. 97°13′7″ зх. д. / 47.10417° пн. ш. 97.21861° зх. д. (47.104291, -97.218529).  За даними Бюро перепису населення США в 2010 році місто мало площу 3,92 км², уся площа — суходіл.

## Демографія
Згідно з переписом 2010 року, у місті мешкало 337 осіб у 130 домогосподарствах у складі 82 родин. Густота населення становила 86 осіб/км².  Було 144 помешкання (37/км²).
Расовий склад населення:
| - 98,5 % — білих |

До двох чи більше рас належало 1,5 %. Частка іспаномовних становила 0,6 % від усіх жителів.
За віковим діапазоном населення розподілялося таким чином: 25,5 % — особи молодші 18 років, 48,1 % — особи у віці 18—64 років, 26,4 % — особи у віці 65 років та старші. Медіана віку мешканця становила 43,6 року. На 100 осіб жіночої статі у місті припадало 86,2 чоловіків;  на 100 жінок у віці від 18 років та старших — 81,9 чоловіків також старших 18 років.
Середній дохід на одне домашнє господарство  становив 84 626 доларів США (медіана — 58 542), а середній дохід на одну сім'ю — 112 844 долари (медіана — 76 875). Медіана доходів становила 48 000 доларів для чоловіків та 32 188 доларів для жінок. За межею бідності перебувало 4,7 % осіб, у тому числі 0,0 % дітей у віці до 18 років та 8,3 % осіб у віці 65 років та старших.
Цивільне працевлаштоване населення становило 176 осіб. Основні галузі зайнятості: освіта, охорона здоров'я та соціальна допомога — 34,1 %, сільське господарство, лісництво, риболовля — 13,6 %, оптова торгівля — 11,9 %, будівництво — 10,8 %.